# Корте (Ізола)
Корте (словен. Korte) — поселення в общині Ізола, Регіон Обално-крашка, Словенія. Висота над рівнем моря: 201,5 м.